# Sambus
Sambus (Sambhu) fou un rei indi que es va enfrontar amb Alexandre el Gran el 326 aC.
Com que no va pagar el tribut exigit, Alexandre el Gran va atacar el regne de Musicà (Musicanus, Mûshika), regne anomenat Sindhu. Musicà es va rendir i va rebre en feu el seu regne (moderna Alor); després va atacar al seu veí, Oxicà o Porticà (Oxicanus o Porticanus) que regnava prop de la moderna Sukkur. Va seguir llavors cap al sud i va atacar a Sambus entre les muntanyes Kirthar i l'Indus, amb capital a Sindimana identificada amb la moderna Sehwan.
Quan Alexandre va tirar endavant, aquestos regnes es van revoltar. La revolta estava inspirada pels bramans que tenien un centre religiós a una ciutat anomenada Harmatelia. Els macedonis van mantar molts rebels i els brahmans van ser penjats i Musicà que havia donat suport als rebels, fou crucificat però Sambus es va poder escapar; la revolta es va estendre a Gandara on el satrapa va morir, però finalment els macedonis van pacificar el país.